# Martinet ramoneur
Chaetura pelagica
Espèce
Statut de conservation UICN

 VU A2acd+3cd+4acd : Vulnérable
Synonymes
- Hirundo pelagica Linnaeus, 1758
(protonyme)

Le Martinet ramoneur (Chaetura pelagica) est une espèce d'oiseau appartenant à la famille des Apodidae.
C'est une espèce monotypique (non subdivisée en sous-espèces).

## Description
Le martinet ramoneur a le dessus olive fuligineuse passant au brun-grisâtre pâle sur la croupe, la couverture caudale et la queue. Les ailes sont noir fuligineux. La zone lorale est noir profond avec certaines plumes au-dessus de cette zone et de l'œil sont très étroitement bordées de blanc-grisâtre ainsi que la couverture caudale. La gorge est blanc-grisâtre à gris pâle fusionnant sur l'avant-cou inférieur avec le brun-grisâtre du reste de la partie inférieure du corps.

## Nidification
Il forme un nid avec de courts bâtonnets fixés ensemble et maintenus par une substance gluante provenant de ses glandes salivaires. Il y dépose de 4 à 6 œufs blancs.

## Espèce menacée
Lors d'études ornithologiques réalisées depuis plusieurs décennies, des ornithologues ont remarqué que le Martinet ramoneur a eu un sévère déclin en quelques décennies seulement. Dans la région de l'Estrie au Québec, des constructions de fausses cheminées ont été installées dans des parcs dans la région de Sherbrooke car cet oiseau adore se nicher dans une cheminée pour dormir et former son nid. Il y a même une loi au niveau des ramonages de cheminée : les ramoneurs peuvent seulement ramoner les cheminées au début de l'hiver après la migration des oiseaux. Ce sujet a été traité dans la série de documentaire télévisuelle Québécoise La semaine verte,.